# Marie Angélique Arnauld

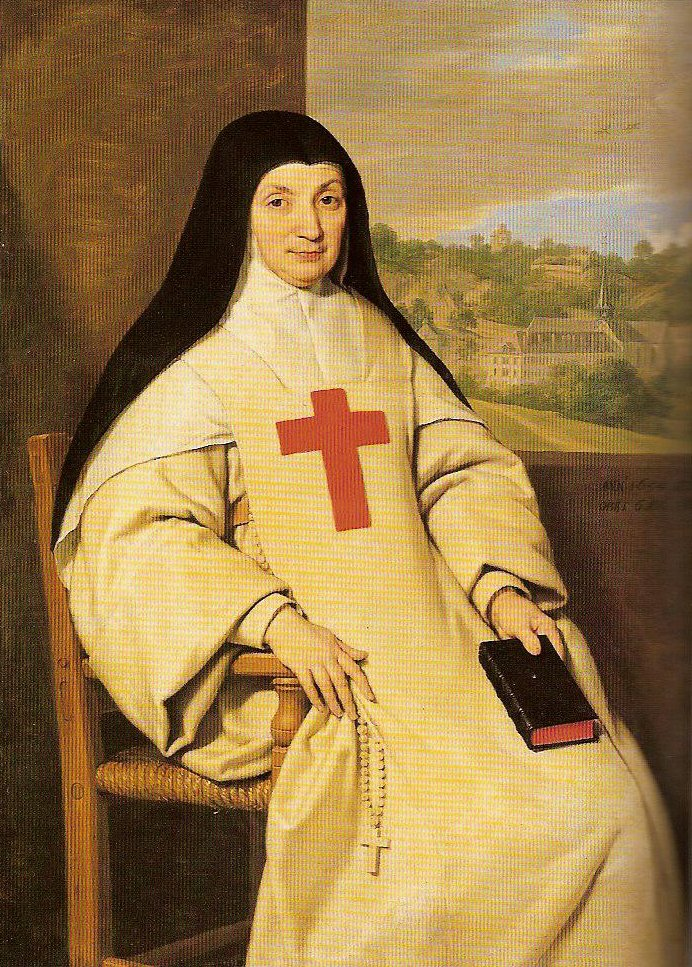
Marie Angélique Arnauld porträtterad av Philippe de Champaigne.

Jacqueline Marie Arnauld, mera känd under sitt klosternamn Angélique, född 1591, död 1661, var abbedissa i Port-Royal utanför Paris från 1602. 
Hon var dotter till Antoine Arnauld den äldre, syster till Antoine Arnauld den yngre. När hon installerades som abbedissa var hon 11 år gammal. Hennes fader och morfader lät påvestolen tro att hon var 17 år gammal, alltså 6 år äldre än hon egentligen var. Under sina tonår planerade hon vid tillfällen på att fly till kalvinister i La Rochelle, men upplevde en omvändelse 1608, då sjutton år gammal, och förnyade 1610 sina klosterlöften inför cistercienserordens högsta företrädare, abboten i Clairvaux.
När Arnauld inträdde i klostret befann det sig i svårt förfall, men hon införde de ursprungliga klosterreglerna, i hela dess stränghet. Hon flyttade även klostret till Paris. Mère Angélique var from, kraftfull och välgörande. Under hennes styrelse blev Port-Royal reformerat i strängt asketisk riktning samt medelpunkt för den jansenistiska rörelsen och en livlig teologisk och vetenskaplig skriftställarverksamhet.
Arnauld framträdde väldigt sällan offentligt, men var likväl än av sin samtids mest inflytelserika religiösa personligheter.